# Emilio Zavattini
Emilio Zavattini (Rimini, 14 marzo 1927 – Meyrin, 9 gennaio 2007) è stato un fisico italiano.

## Biografia
Nato a Rimini nel 1927, si iscrive all'Università di Roma La Sapienza come studente di fisica nel 1950 ed ottiene il dottorato nel 1954.
Nel 1955 entra al CERN dove rimane fino al pensionamento nel 1992. All'inizio di tale periodo ha effettuato un breve post-dottorato al Nevis Laboratory della Columbia University, dove ha lavorato con Leon Lederman. Dopo il pensionamento, ha ricoperto il ruolo di professore di Ingegneria all'Università di Trieste dal 1988 al 1999.
Zavattini è noto per aver lavorato all'esperimento muon g-2 e l'esperimento PVLAS presso il Laboratorio INFN di Legnaro.
Attivo fino agli ultimi giorni della sua vita, le scoperte dei suoi studi sui campi forti e deboli e sulle interazioni elettromagnetiche, realizzati sia al CERN sia in altri laboratori europei ed americani, rappresentano importanti risultati nella fisica delle particelle.
È stato membro dell'Accademia dei Lincei.
È morto a 79 anni per un infarto.